# Lütjensee
Lütjensee er en kommune og by i det nordlige Tyskland, beliggende i Amt Trittau under Kreis Stormarn. Kreis Stormarn ligger i den sydøstlige del af delstaten Slesvig-Holsten.

## Geografi
Lütjenseeområdet kaldes også Stormarnsche Schweiz eller Stormarner Schweiz. I det kuperede og skovklædte terræn er der tre søer,  Lütjensee,  Großensee og Mönchteich, hvorfor Lütjensee også kaldes „Drei-Seen-Gemeinde“. Naturschutzgebietet Moorgebiet Kranika ligger i den østlige del af kommunen. Fra 1887 til 1976 havde Lütjensee jernbanestation på linjen mellem Schwarzenbek og Bad Oldesloe.